# Tiếng Kupsabiny
Tiếng Kupsabiny (Sabiny), hay tiếng Sebei, là một ngôn ngữ Kalenjin, nhánh Nin Nam, nói ở miền đông Uganda.

## Phân loại
Tiếng Kupsabiny (cùng chừng một tá ngôn ngữ nữa) là một phần của nhánh Nin Nam trong nhóm ngôn ngữ Nin. Có quan hệ gần nhất với tiếng Kupsabiny là tiếng Sabaot, nói bên kia biên giới, tại Kenya.

## Người nói
Có hơn 180.000 người nói ngôn ngữ này, hầu hết là người bản ngữ. Số người nói đang tăng. Nó được giảng dạy trong một số trường tiểu học và được các chiến dịch xoá mù chữ hỗ trợ.

## Đặc điểm
Tiếng Kupsabiny được nói ở mỗi Uganda. Đây là bản ngữ của người Sebei, một dân tộc ở Uganda. Về âm vị học, đây là một ngôn ngữ thanh điệu, có 9 nguyên âm, 14 phụ âm. Chữ Latinh là hệ chữ viết dùng cho tiếng Kupsabiny kể từ năm 1975 (với một lần cải cách chữ viết năm 2010).

## Âm vị học-ngữ âm học
Có 13 âm vị phụ âm trong tiếng Sebei (Kupsabiny):
|           | Môi | Chân răng | Vòm | Ngạc mềm |
| --------- | --- | --------- | --- | -------- |
| Tắc       | p   | t         | c   | k        |
| Xát       |     | s         |     |          |
| Mũi       | m   | n         | ɲ   | ŋ        |
| Cạnh lưỡi |     | l         |     |          |
| R         |     | ɾ         |     |          |
| Tiếp cận  | w   |           | j   |          |

Âm vị có thể có vài tha âm trong tiếng Sebei (Kupsabiny):
|           |           | Môi    | Chân răng  | Vòm Sau chân răng | Ngạc mềm   |
| --------- | --------- | ------ | ---------- | ----------------- | ---------- |
| Tắc       | vô thanh  | p, [b] | t, [tʰ, d] | c, [tʃ, tʃʼ, dʒ]  | k, [kʰ, ɡ] |
| Tắc       | hữu thanh | p, [b] | t, [tʰ, d] | c, [tʃ, tʃʼ, dʒ]  | k, [kʰ, ɡ] |
| Xát       | vô thanh  |        | s, [ʃ, z]  | s, [ʃ, z]         |            |
| Xát       | hữu thanh |        | s, [ʃ, z]  | s, [ʃ, z]         |            |
| Mũi       | Mũi       | m      | n          | ɲ                 | ŋ          |
| Cạnh lưỡi | Cạnh lưỡi |        | l          |                   |            |
| R         | R         |        | ɾ, [r]     |                   |            |
| Tiếp cận  | Tiếp cận  | w      |            | j                 |            |

Tiếng Sebei (Kupsabiny) có 6 nguyên âm:
|      | Trước | Giữa | Sau |
| ---- | ----- | ---- | --- |
| Đóng | i     |      | u   |
| Vừa  | e     |      | o   |
| Vừa  |       | ɔ    |     |
| mở   |       | a    |     |

Tha âm âm vị nguyên âm được liệt kê trong bảng dưới:
|      | Trước | Giữa | Sau | Sau |
| ---- | ----- | ---- | --- | --- |
| Đóng | i     |      | u   | u   |
| Đóng | [ɪ]   |      | [ʊ] | [ʊ] |
| Vừa  | e     |      | [ɤ] | o   |
| Vừa  | [ɛ]   |      | [ʌ] | ɔ   |
| Mở   | [æ]   |      |     |     |
| Mở   | a     | [ä]  |     |     |

Ngôn ngữ này có ba thanh: cao, vừa, thấp.